# Jetix (Italia)
Jetix è stato un canale televisivo tematico italiano a pagamento realizzato da Jetix Europe, presente in 20 nazioni europee sempre in edizione localizzata (ad eccezione di una versione, pensata più generalmente per l'Est Europeo, e trasmessa con più canali audio). Il canale era destinato a un pubblico dai 6 ai 12 anni.

## Storia
Jetix era inizialmente il contenitore trasmesso di sera da Fox Kids; il 1º marzo 2005 diventa una rete autonoma a livello internazionale grazie all'entrata della Disney come azionista di maggioranza.
Poco prima del cambiamento di nome, lo spazio di programmazione di Fox Kids ripetuto in syndication su varie emittenti regionali era diventato autonomo dal palinsesto satellitare ed era stato ribattezzato K-2, che nel 2009 diventerà un canale tematico vero e proprio.
In Italia era disponibile, oltre la versione standard, il timeshift +1 del canale. Entrambi erano visibili su Sky, TV di Fastweb, Alice Home TV e Infostrada TV.
Tra ottobre 2006 e il 2007, Future lancia in tutte l'edicole d'Italia a soli €2,90 la rivista Jetix Magazine, che ogni mese proponeva ai ragazzi dai 6 ai 12 anni tantissime curiosità, passatempi, letture dei programmi trasmessi da Jetix. Assieme alla rivista era associato un regalo marchiato Jetix.
La voce dello speaker ufficiale del canale era quella del doppiatore Valerio Sacco.
Il 28 settembre 2009 il canale viene trasformato in Disney XD in Italia, mentre nel corso dello stesso anno questo cambiamento avviene a livello mondiale.

## Programmi
Il canale era dedicato ai ragazzi e trasmetteva principalmente cartoni animati.

### Cartoni animati
- 5 gemelli diversi (1ª TV)
- Action Man (serie animata 1995)
- Action Man Atom (1ª TV)[4]
- Andy il re degli scherzi (1ª TV)
- Argai[5]
- Art Attack
- Bobobo-bo Bo-bobo (1ª TV)
- Camera Crack Ups (1ª TV)
- Capitan Flamingo (1ª TV)
- Cars Toons
- Chi la fa, l'aspetti! - Iznogoud
- Combo Niños (1ª TV)
- Dennis la minaccia
- Dragon Booster (1ª TV)
- Due fantagenitori (st. 1-5)[5]
- Evolution - La serie animata
- F-Zero: GP Legend (1ª TV)
- Flint - A spasso nel tempo
- F.T.P.D[5]
- Funky Cops[5]
- Galactik Football (1ª TV, st. 1-2)
- Get Ed (1ª TV)
- Hello Kitty
- I Fantastici Quattro
- Il mondo di Quest (1ª TV)
- I Netturbani (1ª TV)
- I Tofu
- Iggy Piggy Ranger (1ª TV)
- Insuperabili X-Men
- Iron Man
- Isidoro
- Jacob Due Due[4]
- Jim Bottone
- Kangoo
- Kid vs. Kat - Mai dire gatto (1ª TV)
- La fabbrica dei mostri
- L'incredibile Hulk (serie animata 1982)
- L'incredibile Hulk (serie animata 1996)
- L'ispettore Gadget
- Le avventure di Jackie Chan
- Le avventure di Sooty
- MegaMan NT Warrior (1ª TV)[5]
- MegaMan NT Warrior Axess (1ª TV)
- Monster Allergy
- Monster Buster Club (1ª TV)
- Mr. Bean (st. 1-3)[5]
- Nascar Racers (1ª TV)[4]
- Oban Star-Racers (1ª TV)
- Oliver Twist[5]
- Pig City (1ª TV)[4]
- Planet Sketch
- Pokémon Diamante e Perla: Battle Dimension (1ª TV)
- Pucca (1ª TV, repliche e nuovi episodi)
- Roboroach (1ª TV)[5]
- Sabrina: La mia vita segreta
- Shaman King
- Shuriken School (1ª TV)
- Silver Surfer
- Sonic X[5]
- Sophie e Vivianne: due sorelle e un'avventura
- Spider-Man: The Animated Series
- Super Robot Monkey Team Hyperforce Go! (1ª TV)[5]
- Tartarughe Ninja[5]
- Team Galaxy
- Totally Spies! (st. 1-4)[4]
- Tracey McBean[5]
- Transformers Animated
- Tre gemelle e una strega[5]
- Tutenstein
- Titeuf
- Ultimate Muscle[5]
- W.I.T.C.H.[5]
- Walter Melon
- Wunschpunsch (1ª TV)[5]
- X-DuckX (1ª TV)
- Yin Yang Yo! (1ª TV)

### Telefilm
- Black Hole High[4]
- Due gemelle e un maggiordomo
- Gli acchiappamostri
- La nuova famiglia Addams
- Los Luchadores
- Monster Jam
- Monster Warriors (1ª TV)
- Papà e mamma sono alieni[5]
- Piccoli brividi[5]
- Power Rangers Dino Thunder (1ª TV)[5]
- Power Rangers in Space
- Power Rangers Jungle Fury (1ª TV)
- Power Rangers Lost Galaxy
- Power Rangers Lightspeed Rescue
- Power Rangers Mystic Force (1ª TV)
- Power Rangers Ninja Storm[4]
- Power Rangers Operation Overdrive (1ª TV)
- Power Rangers S.P.D. (1ª TV)
- Power Rangers Time Force
- Power Rangers Wild Force
- Sweet Valley High[4]
- Takeshi's Castle
- Un lupo mannaro americano a scuola (1ª TV)[5]

## All'estero
Jetix è stato visibile anche negli Stati Uniti d'America dal 14 febbraio 2004 al 12 febbraio 2009 ed era prodotto dalla Disney che possedeva il 75% di Jetix Europe. Tuttavia, il 10 dicembre 2008, Disney ha annunciato la propria intenzione di acquisire il 25% mancante della società. L'acquisto è stato formalizzato il 29 gennaio 2009 e da quel giorno Jetix Europe non venne più quotata in borsa.